# فيروس منقول بالخفاشيات
يشير مصطلح فيروس منقول بالخفاشيات إلى مجموعة من الفيروسات تكون مرتبطة بالخفافيش. تستضيف الخفافيش مجموعة متنوعة من الفيروسات بما في ذلك جميع الأنواع السبعة الموصوفة في نظام تصنيف بالتيمور: (I) فيروسات الحمض النووي الريبوزي منقوص الأكسجين مزدوجة الجديلة؛ (II) فيروسات الحمض النووي الريبوزي منقوص الأكسجين وحيدة الجديلة؛ III)) فيروسات الحمض النووي الريبوزي مزدوجة الجديلة؛ (IV) فيروسات الحمض النووي الريبوزي أحادية الجديلة إيجابية الاتجاه؛V) ) فيروسات الحمض النووي الريبوزي أحادية الجديلة سلبية الاتجاه؛ (VI) فيروسات الحمض النووي الريبي أحادية الشريطة موجبة الاتجاه التي تتكاثر من خلال وسيط من الحمض النووي الريبوزي منقوص الأكسجين؛ (VII) فيروسات الحمض النووي مزدوجة الجديلة التي تتكاثر من خلال وسيط من الحمض النووي الريبوزي أحادي الجديلة. الحصة الأكبر من الفيروسات المرتبطة بالخفافيش التي تم تحديدها اعتبارًا من عام 2020 هي من النوع الرابع، في عائلة الفيروسات التاجية.
تأوي الخفافيش على فيروسات عديدة حيوانية المنشأ أو قادرة على إصابة البشر، وتعتبر بعض الفيروسات التي تنقلها الخفافيش فيروسات ناشئة مهمة. تشمل هذه الفيروسات الحيوانية المنشأ فيروس داء الكلب، وفيروس كورونا المرتبط بالملازمة التنفسية الحادة الشديدة النوع 1، وفيروس كورونا المرتبط بمتلازمة الشرق الأوسط التنفسية، وفيروس ماربورغ، وفيروس نيباه وفيروس هندرا. في حين تشير الأبحاث بوضوح إلى أن فيروس كورونا المرتبط بالملازمة التنفسية الحادة الشديدة النوع 2 قد نشأ في الخفافيش، فمن غير المعروف كيفية انتقاله إلى البشر وما إذا كان هناك مضيف وسيط، ربما يكون آكل النمل الحرشفي سودا متورطًا في ذلك. جرى التكهن بأن الخفافيش قد تلعب دورًا في بيئة فيروس الإيبولا، على الرغم من أن ذلك غير مؤكد. في حين أن انتقال داء الكلب من الخفافيش إلى البشر يحدث عادة عن طريق العض، فإن معظم فيروسات الخفافيش الحيوانية الأخرى تنتقل عن طريق الاتصال المباشر بسوائل الخفافيش المصابة مثل البول أو ذرق الطائر أو اللعاب، أو من خلال الاتصال مع مضيف وسيط مصاب غير الخفافيش. لا يوجد دليل قاطع على أن ذبح أو استهلاك لحوم الخفافيش يمكن أن يؤدي إلى حدوث انتقال فيروسي، على الرغم من أن هذا ما جرى التكهن به.
على الرغم من كثرة الفيروسات المرتبطة بالخفافيش، فإنها نادرًا ما تصاب بالأمراض ذات العدوى الفيروسية، وداء الكلب هو المرض الفيروسي الوحيد المعروف بأنه يقتل الخفافيش. أُجري الكثير من الأبحاث حول فيروسات الخفافيش، وخاصة على الاستجابة المناعية للخفافيش. تختلف أجهزة المناعة لدى الخفافيش عن غيرها من الثدييات في افتقارها إلى العديد من الجسيمات الالتهابية، والتي تنشط استجابة الجسم الالتهابية، بالإضافة إلى استجابة مُثبَّطة لمحفز جينات الإنترفيرون مما يساعد على التحكم في استجابة المضيف للعوامل الممرضة. تشير الدلائل الأولية إلى أن الخفافيش هي بالتالي أكثر تحملًا للعدوى من الثدييات الأخرى. في حين أن الكثير من الأبحاث قد تركزت على الخفافيش كمصدر للأمراض الحيوانية المنشأ، وقد وجدت المراجعات نتائج مختلطة حول ما إذا كانت الخفافيش تأوي فيروسات حيوانية أكثر من المجموعات الأخرى. وجدت مراجعة عام 2015 أن الخفافيش لا تأوي فيروسات حيوانية المنشأ أكثر من الرئيسيات أو القوارض، على الرغم من أن المجموعات الثلاث تأوي فيروسات أكثر من الثدييات الأخرى. في المقابل، وجدت مراجعة أجريت عام 2020 أن الخفافيش لا تحتوي على فيروسات حيوانية المنشأ أكثر من أي مجموعة أخرى من الطيور أو الثدييات، وذلك عند قياس التنوع الفيروسي نسبة لتنوع المضيف، حيث أن الخفافيش هي ثاني أكثر الثدييات تنوعًا.

## تنوع الفيروسي
جرى العثور على فيروسات في مجموعات الخفافيش المختلفة حول العالم. تأوي الخفافيش جميع مجموعات الفيروسات التي يشملها تصنيف بالتيمور، والتي تمثل ما لا يقل عن 28 عائلة من الفيروسات. معظم الفيروسات التي تأويها الخفافيش هي فيروسات الحمض النووي الريبوزي، على الرغم من أنها معروفة أيضًا باحتوائها على فيروسات الحمض النووي الريبوزي منقوص الأكسجين. تعد الخفافيش أكثر تحملًا للفيروسات من الثدييات الأرضية. يمكن أن يستضيف الخفاش الواحد عدة أنواع مختلفة من الفيروسات دون أن يمرض. تبين أيضًا أن الخفافيش تكون أكثر عرضة للإصابة بنفس الفيروسات مرة أخرى، في حين أن الثدييات الأخرى، وخاصة البشر، لديها ميل أكبر لتطوير درجات متفاوتة من المناعة. إن سلوك الخفافيش وتاريخ حياتها يجعلانها «مضيفًا مناسبًا بشكل رائع للفيروسات والعوامل الممرضة الأخرى»، بالإضافة إلى عمرها طويل، وقدرتها على الدخول في حالة سبات، وقدرتها على اجتياز المناظر الطبيعية بحركة يومية وموسمية.
على الرغم من أن الخفافيش تأوي فيروسات متنوعة، إلا أنها نادرًا ما تكون قاتلة لمضيفها. تأكد أن فيروس داء الكلب وعدد قليل من فيروسات الليسا الأخرى فقط هي التي تقتل الخفافيش. هناك عوامل مختلفة متورطة في قدرة الخفافيش على النجاة من العدوى الفيروسية. أحد الاحتمالات هو استخدام الخفافيش للطيران. ينتج الطيران استجابة شبيهة بالحمى مما يؤدي إلى ارتفاع درجة الحرارة (تصل إلى 38 درجة مئوية (100 درجة فهرنهايت)) وكذلك معدل الاستقلاب. بالإضافة إلى ذلك، قد تساعدهم هذه الاستجابة الشبيهة بالحمى في مواجهة الحمى الفعلية عند الإصابة بعدوى فيروسية. تشير بعض الأبحاث إلى أن أجهزة المناعة لدى الخفافيش سمحت لها بالتعامل مع مجموعة متنوعة من الفيروسات. وجدت دراسة أجريت عام 2018 أنه لدى الخفافيش استجابة مُثبَّطة لمحفز جينات الإنترفيرون مقارنة بالثدييات الأخرى، مما قد يسمح لها بالاستجابة للتهديدات الفيروسية دون المبالغة في الاستجابة. محفز جينات الإنترفيرون هو جزيء إشارة يساعد على تنسيق جينات دفاع المضيف المختلفة ضد العوامل الممرضة. خلص كاتبو الدراسة إلى أنه «قد يكون لضعف وظيفة محفز جينات الإنترفيرون، وليس لفقدانها بالكامل، تأثير عميق على الخفافيش للحفاظ من أجل الحفاظ على حالة متوازنة من «الاستجابة الفعالة»، ولكن ليس «الاستجابة المفرطة» ضد الفيروسات.
بالإضافة إلى ذلك، تفتقر الخفافيش إلى العديد من الجسيمات الالتهابية الموجودة في الثدييات الأخرى؛ توجد جسيمات التهابية أخرى ذات استجابة منخفضة بشكل كبير. على الرغم من أن الالتهاب هو استجابة مناعية للفيروسات، فإن الالتهاب المفرط يضر بالجسم، ومن المعروف أن الفيروسات مثل فيروس كورونا المرتبط بالملازمة التنفسية الحادة الشديدة النوع 1 تقتل البشر عن طريق إحداث التهاب مفرط. ربما تكون أجهزة المناعة لدى الخفافيش قد تطورت لتصبح أكثر قدرة على تحمل مسببات الشدة مثل الالتهابات الفيروسية مقارنة بالثدييات الأخرى.

### الانتقال إلى البشر

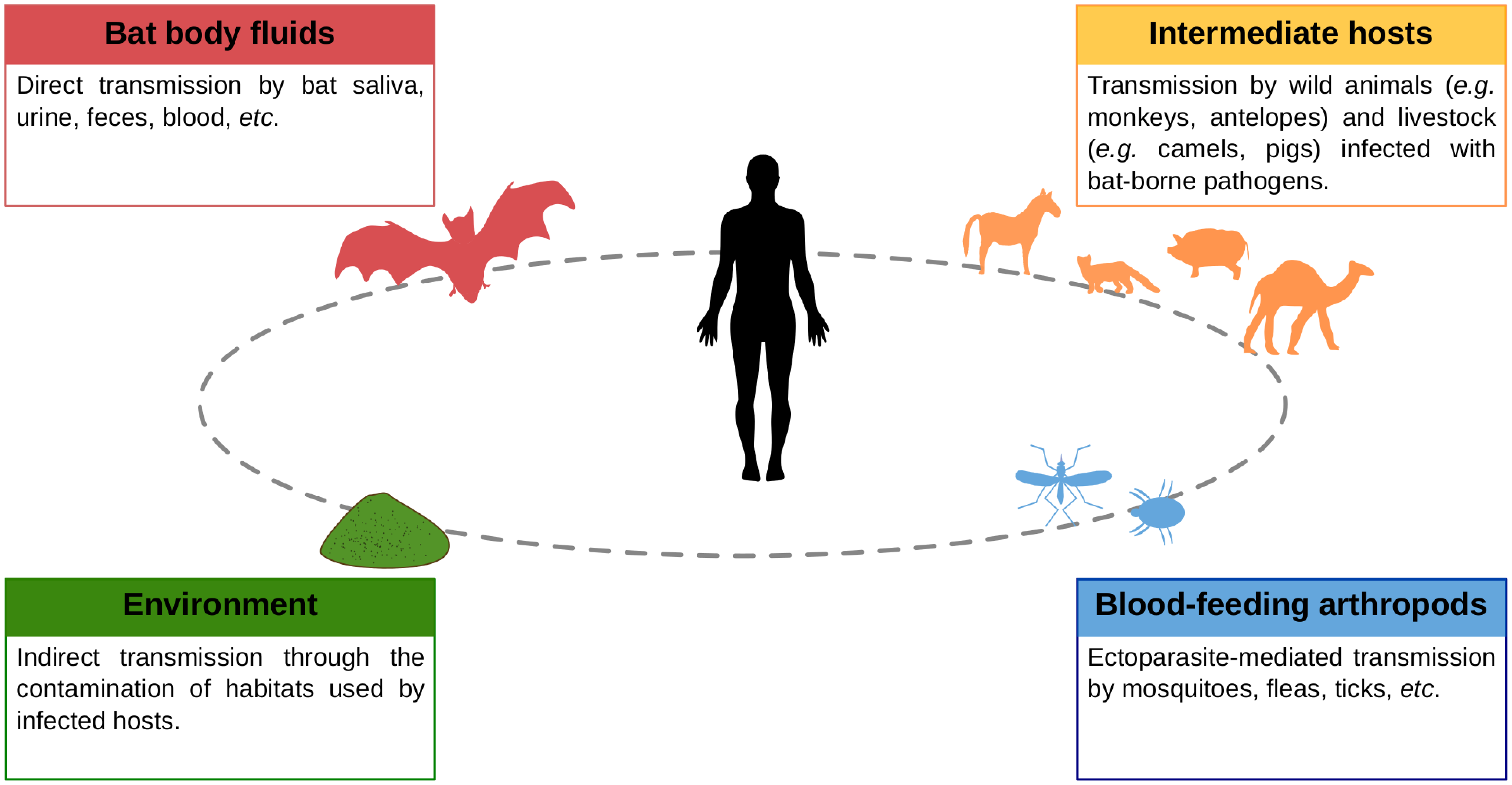
طرق الانتقال المحتملة للعوامل الممرضة من الخفافيش إلى البشر

لا تمتلك الغالبية العظمى من فيروسات الخفافيش أي إمكانية انتقال إلى البشر. للفيروسات حيوانية المنشأ أربع طرق محتملة للانتقال إلى البشر: التماس مع سوائل جسم الخفافيش (الدم، اللعاب، البول، البراز)؛ ومضيف وسيط، والتعرض البيئي؛ والمفصليات التي تتغذى على الدم. تنتقل فيروسات الليسا مثل فيروس داء الكلب من الخفافيش إلى البشر عن طريق العض. ومع ذلك، لا يبدو أن انتقال معظم الفيروسات الأخرى يحدث عن طريق العض. يعتبر التماس مع سوائل الخفافيش مثل ذرق الطائر والبول واللعاب مصدرًا مهمًا لانتشارها من الخفافيش إلى البشر. قد تلعب الثدييات الأخرى دورًا في نقل فيروسات الخفافيش إلى البشر، حيث تعتبر مزارع الخنازير مصدرًا للفيروسات المنقولة بالخفاشيات في ماليزيا وأستراليا. إن طرق الانتقال المحتملة الأخرى للفيروسات المنقولة الخفافيش أكثر اعتمادًا على التخمين. من الممكن ولكن غير مؤكد أن الصيد والذبح واستهلاك لحم الخفافيش يمكن أن يؤدي إلى انتشار الفيروس. في حين أن مفصليات الأرجل مثل البعوض والقراد والبراغيث قد تنقل العدوى الفيروسية من الثدييات الأخرى إلى البشر، فمن التخمين أن تلعب المفصليات دورًا وسيطًا في انتقال فيروسات الخفافيش إلى لإنسان. هناك القليل من الأدلة على الانتقال البيئي للفيروسات من الخفافيش إلى البشر مما يعني أن الفيروسات التي تحملها الخفافيش لا تستمر في البيئة فترة طويلة. على أي حال، أُجري عدد محدود من الدراسات حول هذا الموضوع.

### مقارنة الخفافيش بخزانات فيروسية أخرى
قد تكون الخفافيش وفيروساتها موضوع أبحاث أكثر من الفيروسات الموجودة في رتب الثدييات الأخرى، مثال على التحيز البحثي. وجدت مراجعة عام 2015 أنه ما بين عامي 1999 و2013، كان هناك نحو 300 - 1200 ورقة منشورة حول فيروسات الخفافيش سنويًا، مقارنة بنحو 12 - 45 ورقة منشورة عن فيروسات رتبة الجرابيات (الشقبانيات)، و1 - 9 دراسة فقط عن فيروسات رتبة الكسلانيات. وجدت نفس المراجعة أن الخفافيش ليس لديها تنوع فيروسي أكبر بكثير من مجموعات الثدييات الأخرى. تأوي جميع الخفافيش والقوارض والرئيسيات فيروسات حيوانية المنشأ أكثر بكثير من مجموعات الثدييات الأخرى، على الرغم من أن الاختلافات ما بين المجموعات الثلاث المذكورة أعلاه لم تكن كبيرة (لا تملك الخفافيش فيروسات حيوانية المنشأ أكثر من القوارض والرئيسيات). وجدت مراجعة أجريت عام 2020 على الثدييات والطيور أن هوية المجموعات التصنيفية لم يكن لها أي تأثير على احتمال إيواء فيروسات حيوانية المنشأ. عوضًا عن ذلك، كان لدى المجموعات الأكثر تنوعًا تنوع فيروسي أكبر. على الرغم من كونها مؤثرة في تحديد المجتمعات الفيروسية للخفافيش، لم تكن سمات تاريخ حياة الخفافيش ومناعتها مرتبطة باحتمال أكبر لانتشار الفيروس إلى البشر.

### أخذ العينات
تؤخذ العينات من الخفافيش بحثًا عن الفيروسات بعدة طرق. يمكن اختبارها من أجل الإيجابية المصلية لفيروس معين باستخدام طريقة مثل الإلايزا (المقايسة الامتصاصية المناعية للإنزيم المرتبط)، والتي تحدد ما إذا كانت الخفافيش تملك أجسامًا مضادة لفيروس معين أم لا. يمكن أيضًا مسحها باستخدام تقنيات الكشف الجزيئي مثل تفاعل البوليمراز المتسلسل، والتي يمكن استخدامها لتكرار وتضخيم التسلسلات الفيروسية. يمكن أيضًا استخدام علم أمراض الأنسجة، وهو الفحص المجهري للأنسجة. ُعزِلت الفيروسات من دم الخفافيش ولعابها وبرازها وأنسجتها وبولها. بعض طرق أخذ العينات ليست جراحية، ولا تتطلب قتل الخفافيش من أجل أخذ العينات، في حين تتطلب طرقًا أخرى لأخذ العينات التضحية بالحيوان أولًا. لم تجد مراجعة عام 2016 أي فرق كبير في العدد الإجمالي للفيروسات المموجودة والفيروسات الجديدة المكتشفة بين الدراسات المميتة وغير المميتة. قُتلت عدة أنواع من الخفافيش المهددة بسبب أخذ عينات فيروسية، بما في ذلك كومورو روسيت، وخفاش هيلدغارد، وخفاش ناتال ذو الذيل الحر، والخفاش طويل الأصابع.